# قلعه (داغستان)
قلعه (به لاتین: Kala) یک منطقهٔ مسکونی در روسیه است که در داغستان واقع شده‌است.